# Коллинз, К. К.
Кри́стофер Карл Ко́ллинз (англ. Christopher Carl Collins, Торонто, Канада) — канадский актёр. Известен под именем К. К. Коллинз (англ. K. C. Collins). Наиболее известен по роли детектива Хэйла Сантьяго в телесериале Showcase «Зов крови».

## Биография
Коллинз родился в Торонто, но сейчас живёт в Лос-Анджелесе, штат Калифорния. Он посещал Общественный Колледж Монро в Рочестере, штат Нью-Йорк на бейсбольную стипендию. Он мог поступить как в Гавайский университет, так и в Университет штата Флорида, но захотел быть ближе к своей бабушке, которая вырастила его. Коллинз бросил школу, чтобы продолжить актёрскую карьеру.

## Избранная фильмография
| Год       |   | Русское название          | Оригинальное название | Роль               |
| --------- | - | ------------------------- | --------------------- | ------------------ |
| 1997      | с | Строго на юг              | Due South             | Джамал Мартин      |
| 2001      | с | Земля: Последний конфликт | Earth: Final Conflict | Эр Джей            |
| 2002      | с | Одиссея 5                 | Odyssey 5             | Чаво               |
| 2003      | ф | Одержимый                 | Owning Mahowny        | Берни              |
| 2003      | ф | Ограбление по-французски  | Crime Spree           | Ламар              |
| 2003      | ф | Пуленепробиваемый монах   | Bulletproof Monk      | Сакс               |
| 2001—2004 | с | Отдел мокрых дел          | Blue Murder           | Эрик Аддэл         |
| 2010—2014 | с | Зов крови                 | Lost Girl             | Хэйл / 56 эпизодов |